# Program Narew
Narew – nazwa Programu Uzbrojenia, w ramach którego planowane jest pozyskanie 23 baterii przeciwlotniczych zestawów rakietowych krótkiego zasięgu.
Zestawy rakietowe Narew mają być produktami nowej generacji, zdolnymi do rażenia celów powietrznych na odległość do 25 km.

## Opis Programu Uzbrojenia „Narew”
We wrześniu 2013 r. doszło do wprowadzenia Programu Wieloletniego „Priorytetowe zadania modernizacji technicznej Sił Zbrojnych Rzeczypospolitej Polskiej w ramach programów operacyjnych”. Program ten dotyczył określenia zadań i wydatków dla wieloletnich programów operacyjnych, mających na celu przeprowadzenie modernizacji technicznej Sił Zbrojnych RP i w związku z tym osiągnięcie określonych zdolności operacyjnych, które wynikały ze zobowiązań wobec sojuszników z NATO. W ramy Programu Wieloletniego wchodzi 14 Programów Operacyjnych realizowanych w latach 2014–2022, których całkowity koszt wyniesie 91,5 miliarda złotych.
Jednym z elementów Programu Wieloletniego jest Program Operacyjny „System Obrony Powietrznej”, określanego także jako „Tarcza Polski”, którego celem jest osiągnięcie zdolności operacyjnej do obrony przeciwlotniczej i przeciwrakietowej, w szczególności z zakresu zapewnienia osłony obiektów, centrów administracyjno-gospodarczych, wojsk w rejonach operacyjnego rozwinięcia i w trakcie połączonej operacji obronnej, zarówno w układzie narodowym, jak i w układzie sojuszniczym.
14 kwietnia 2022 podpisano umowę pomiędzy Agencją Uzbrojenia i PGZ na system Narew składający się z efektorów CAMM, stacjami Soła (mających być zastapione przez radary Sajna). w listopadzie 2022 została podpisana umowa pomiędzy PGZ i MBDA w kwocie 20 mld zł na dostarczenie ponad 1000 pocisków CAMM-ER i 134 wyrzutni wraz z transferem technologii. W listopadzie 2024 ogłoszono rozpoczęcie dostawy rakiet i wyrzutni.